# 1605年5月教宗選舉秘密會議
1605年5月教宗選舉秘密會議是樞機團在教宗良十一世離世後召開的教宗選舉秘密會議。加彌祿·波格賽樞機最後當選成為教宗保祿五世。是次秘密會議亦是1605年兩次秘密會議中的第二次，前次選出良十一世為教宗的秘密會議僅於是次秘密會議開始的37日前結束。是次秘密會議亦因樞機團對何人應當選為教宗一事大打出手而成為唯一一次有受傷紀錄的秘密會議。

## 背景
教宗克勉八世於1605年3月離世。60名參與秘密會議的樞機約等分為忠於法國與忠於西班牙的兩個陣營。教宗選舉秘密會議除受到世俗政體的影響外，各上流家族在此時期亦將秘密會議視作獲得聲望和權力的場合。這些家族幾代的成員會以贊助與累積財富令其家族成員在秘密會議中當選教宗。當某家族成員當選教宗，夏伯嘉相信該新教宗會因此給予其他家族成員各種好處。
同年3月的秘密會議舉行期間所發出的資料表示樞機團認為有最多21位「潛在教宗」，但是樞機團在秘密會議期間只認真討論過凱撒·巴龍紐斯與亞歷山大·屋大維·德·麥地奇（良十一世）兩人是否能夠接任教宗。該次秘密會議的首輪投票完成後，西班牙國王腓力三世動用否決權禁止巴龍紐斯成為新教宗。最後當選教宗的麥地奇雖然在選舉過後也被代表西班牙的樞機禁止成為新教宗，但其他樞機拒絕認可該禁止的有效性。
阿爾多布蘭迪尼陣營與蒙塔爾托陣營在3月的秘密會議中均無法將其家族成員推上宗座，而雙方最後均同意選舉身為美第奇家族旁系成員的良十一世為教宗。
良十一世當選教宗時已達70歲高齡，雖然他在此前健康狀況良好，他仍於加冕當日染病，並於1605年4月27日後病逝，其時距離他當選教宗僅26日。良十一世患病期間曾被建議任命姪子樞機，惟遭其拒絕。

## 樞機選舉人
教宗尼各老二世於1059年規定只有主教級樞機、司鐸級樞機和執事級樞機才有資格選出新教宗。1586年，思道五世下令將樞機團的人數上限定為70人。樞機團在克勉八世去世時共有69名成員。良十一世當選後，葉理諾·阿古基與良十一世同於1605年4月27日逝世，使樞機團總人數再減兩人。
是次秘密會議開始時，樞機團內的選舉人各自在庇護四世、思道五世、額我略十三世、額我略十四世、諾森九世和克勉八世6位教宗在位的時候獲擢升為樞機。由克勉八世冊封的39位樞機在樞機團所有成員裏佔多數。思道五世、額我略十四世和額我略十三世擢升的樞機中分別有11位、5位和3位參與是次秘密會議。至於庇護四世和諾森九世冊立的則各自有一位樞機參與。

### 出席的樞機選舉人

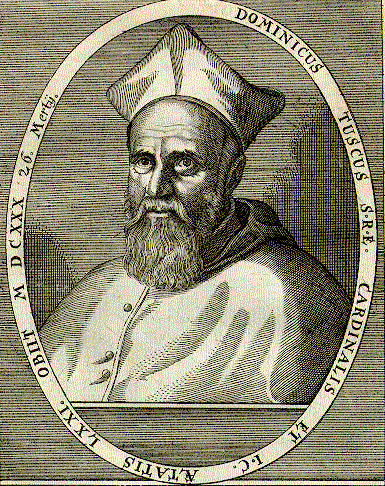
道明·托斯基是1605年5月秘密會議中的熱門候選人之一，惟最終因凱撒·巴龍紐斯反對其使用粗鄙的語言而落選

是次秘密會議共有59名樞機出席，其中保祿·埃米廖·扎基亞與嘉祿·高登雪·馬德魯佐二人雖有參與秘密會議與參與最後一輪投票，但因病未親身出席會議。
| 姓名                                          | 級別 | 冊封者       | 所屬國家 | 參考資料      |
| --------------------------------------------- | ---- | ------------ | -------- | ------------- |
| 托洛梅奧·加利奧                               | 主教 | 庇護四世     | 意大利   | [ 17 ]        |
| 方濟各·德·若約塞                              | 主教 | 額我略十三世 | 法國     | [ 18 ]        |
| 道明·皮內利                                   | 主教 | 思道五世     | 意大利   | [ 13 ]        |
| 葉理諾·貝爾內爾約                             | 主教 | 思道五世     | 意大利   | [ 13 ]        |
| 奧斯定·瓦列爾                                 | 司鐸 | 額我略十三世 | 意大利   | [ 19 ]        |
| 安多尼·瑪利亞·加利                            | 司鐸 | 思道五世     | 意大利   | [ 13 ]        |
| 安多尼·瑪利亞·紹利                            | 司鐸 | 思道五世     | 意大利   | [ 20 ]        |
| 本篤·朱斯蒂尼亞尼                             | 司鐸 | 思道五世     | 意大利   | [ 21 ]        |
| 若望·帕洛塔                                   | 司鐸 | 思道五世     | 意大利   | [ 20 ]        |
| 費德廉·博爾羅梅奧                             | 司鐸 | 思道五世     | 意大利   | [ 20 ]        |
| 方濟各·瑪利亞·波旁·德爾·蒙特                  | 司鐸 | 思道五世     | 意大利   | [ 20 ]        |
| 額我略·佩特羅基尼                             | 司鐸 | 思道五世     | 意大利   | [ 22 ]        |
| 瑪利亞諾·皮耶爾貝內代蒂                       | 司鐸 | 思道五世     | 意大利   | [ 22 ]        |
| 保祿·埃米廖·斯豐德拉蒂                        | 司鐸 | 額我略十四世 | 意大利   | [ 23 ]        |
| 屋大維·帕拉維奇尼                             | 司鐸 | 額我略十四世 | 意大利   | [ 23 ]        |
| 屋大維·阿夸維瓦·迪·阿拉貢納                   | 司鐸 | 額我略十四世 | 意大利   | [ 23 ]        |
| 弗拉馬尼奧·皮亞蒂                             | 司鐸 | 額我略十四世 | 意大利   | [ 24 ]        |
| 若望·安多尼·法基內蒂·德·努切                  | 司鐸 | 諾森九世     | 意大利   | [ 25 ]        |
| 伯多祿·阿爾多布蘭迪尼                         | 司鐸 | 克勉八世     | 意大利   | [ 26 ]        |
| 方濟各·瑪利亞·塔魯吉                          | 司鐸 | 克勉八世     | 意大利   | [ 26 ]        |
| 屋大維·班迪尼                                 | 司鐸 | 克勉八世     | 意大利   | [ 26 ]        |
| 阿納·迪·厄斯卡爾·德·吉夫里                    | 司鐸 | 克勉八世     | 法國     | [ 26 ]        |
| 若望·方濟各·比安德拉泰·迪·聖喬治·阿爾多布蘭迪尼 | 司鐸 | 克勉八世     | 意大利   | [ 27 ]        |
| 加彌祿·波格賽（當選為教宗保祿五世）           | 司鐸 | 克勉八世     | 意大利   | [ 27 ]        |
| 凱撒·巴龍紐斯                                 | 司鐸 | 克勉八世     | 意大利   | [ 27 ]        |
| 老楞佐·比安凱蒂                               | 司鐸 | 克勉八世     | 意大利   | [ 27 ]        |
| 方濟各·德·阿比拉·伊·克斯曼                    | 司鐸 | 克勉八世     | 西班牙   | [ 27 ]        |
| 方濟各·曼蒂卡                                 | 司鐸 | 克勉八世     | 意大利   | [ 27 ]        |
| 波姆佩奧·阿爾里貢尼                           | 司鐸 | 克勉八世     | 意大利   | [ 27 ]        |
| 博義·貝維拉夸·阿爾多布蘭迪尼                  | 司鐸 | 克勉八世     | 意大利   | [ 27 ]        |
| 阿爾豐索·維斯孔蒂                             | 司鐸 | 克勉八世     | 意大利   | [ 28 ]        |
| 道明·托斯基                                   | 司鐸 | 克勉八世     | 意大利   | [ 28 ]        |
| 保祿·埃米廖·扎基亞                            | 司鐸 | 克勉八世     | 意大利   | [ 29 ]        |
| 方濟各·塞拉夫·馮·迪特里希施泰因               | 司鐸 | 克勉八世     | 德意志   | [ 28 ] [ 30 ] |
| 羅伯·白敏                                     | 司鐸 | 克勉八世     | 意大利   | [ 28 ]        |
| 方濟各·迪厄斯庫布洛·德·蘇爾迪斯               | 司鐸 | 克勉八世     | 法國     | [ 28 ]        |
| 色辣芬·奧利維耶爾-拉扎利                      | 司鐸 | 克勉八世     | 法國     | [ 31 ]        |
| 道明·金納西                                   | 司鐸 | 克勉八世     | 意大利   | [ 31 ]        |
| 安多尼·薩帕塔·伊·西斯內羅斯                   | 司鐸 | 克勉八世     | 西班牙   | [ 31 ]        |
| 斐理伯·斯平內利                               | 司鐸 | 克勉八世     | 意大利   | [ 28 ]        |
| 嘉祿·孔蒂                                     | 司鐸 | 克勉八世     | 意大利   | [ 28 ]        |
| 嘉祿·高登雪·馬德魯佐                          | 司鐸 | 克勉八世     | 德意志   | [ 31 ]        |
| 雅各伯·達味·迪·普爾埃龍                       | 司鐸 | 克勉八世     | 法國     | [ 28 ]        |
| 諾森·德爾·布法洛-坎切列里                     | 司鐸 | 克勉八世     | 意大利   | [ 28 ]        |
| 若望·德爾菲諾                                 | 司鐸 | 克勉八世     | 意大利   | [ 28 ]        |
| 雅各伯·薩內肖                                 | 司鐸 | 克勉八世     | 意大利   | [ 9 ]         |
| 葉理諾·潘菲利                                 | 司鐸 | 克勉八世     | 意大利   | [ 9 ]         |
| 威田南·塔韋爾納                               | 司鐸 | 克勉八世     | 意大利   | [ 9 ]         |
| 安色莫·馬爾扎托                               | 司鐸 | 克勉八世     | 意大利   | [ 9 ]         |
| 埃爾米尼奧·瓦倫蒂                             | 司鐸 | 克勉八世     | 意大利   | [ 9 ]         |
| 方濟各·斯福爾扎                               | 執事 | 額我略十三世 | 意大利   | [ 18 ]        |
| 亞歷山大·帕拉蒂·迪·蒙塔爾托                   | 執事 | 思道五世     | 意大利   | [ 32 ]        |
| 沃多阿爾多·法爾內塞                           | 執事 | 額我略十四世 | 意大利   | [ 33 ]        |
| 欽齊奧·帕塞里·阿爾多布蘭迪尼                  | 執事 | 克勉八世     | 意大利   | [ 26 ]        |
| 巴爾多祿茂·切西                               | 執事 | 克勉八世     | 意大利   | [ 27 ]        |
| 安德肋·帕拉蒂·蒙塔爾托男爵                    | 執事 | 克勉八世     | 意大利   | [ 27 ]        |
| 亞歷山大·迪·埃斯泰                            | 執事 | 克勉八世     | 意大利   | [ 28 ]        |
| 若望·德蒂                                     | 執事 | 克勉八世     | 意大利   | [ 28 ]        |
| 思維·阿爾多布蘭迪尼                           | 執事 | 克勉八世     | 意大利   | [ 26 ]        |
| 若望·多里亞                                   | 執事 | 克勉八世     | 意大利   | [ 9 ]         |
| 嘉祿·厄瑪奴耳·皮奧                            | 執事 | 克勉八世     | 意大利   | [ 9 ]         |

## 選舉過程
由於除良十一世外另有一名樞機逝世，樞機團總選舉人數減至59人。安德肋·帕拉蒂·蒙塔爾托男爵於秘密會議開始時支持安多尼·瑪利亞·紹利，而一些忠於克勉八世之姪伯多祿·阿爾多布蘭迪尼的選舉人也同樣願意支持紹利。然而，阿爾多布蘭迪尼本人則因紹利此前反對克勉八世當選教宗而反對紹利當選教宗，並使紹利無法達到三分之二多數的當選門檻。
阿爾多布蘭迪尼轉而支持羅伯·白敏，惟白敏表示自己不會主動爭取支持。安色莫·馬爾扎托反對白敏，並因白敏對協理部有關聖寵和自由意志的性質爭議而可使白敏失去候選人資格。西班牙國王最終動用否決權禁止白敏成為新教宗，使白敏的候選人資格遭終結。阿爾多布蘭迪尼隨後再轉而支持道明·托斯基，甚至讓38名樞機將後者帶至保禄小堂，並試圖使其成為教宗。然而，巴龍紐斯反對托斯基成為新教宗，並對樞機團發表反對意見，導致其朋友敦促樞機團選舉巴龍紐斯為新教宗。托马斯·霍布斯後來稱巴龍紐斯因托斯基經常使用倫巴底俚語中表示“陽具”的詞彙而呼籲其他樞機不要支持托斯基成為新教宗。此事導致雙方爆發肢體衝突，甚至在秘密會議外的街道上也可以聽到。該肢體衝突導致阿爾豐索·維斯孔蒂身上幾處骨折，這也是惟一一次秘密會議期間的已知受傷紀錄。

## 選出新教宗
在肢體衝突結束後，托斯基再獲一票反對，而他明顯尚差兩票支持方可當選教宗。各派領袖開始商討折衷人選，而加彌祿·波格賽在同日全票當選教宗。波格賽在選出良十一世為教宗的秘密會議中是「潛在教宗」之一，惟當時樞機團認為若由其出任教宗將過於年輕。在5月的秘密會議中，波格賽顯然是惟一各派均可接受的候選人，因此他作為妥協人選當選教宗，並取名「保祿五世」。
保祿五世於擔任樞機時在西班牙與法國等在上次秘密會議中佔據主導地位且同樣出席是次秘密會議的大國間保持中立。雖然保祿五世曾擔任教宗駐西班牙特使，並自西班牙領取養老金，但保祿五世在於擔任樞機時很大程度上保持低調，故被認為中立。保祿五世當選教宗時僅54歲，仍相對年輕，因此獲預期將在位一段較長的時間，而無須在短期內召開第三次秘密會議。